# Consiglio ecumenico delle Chiese
Il Consiglio ecumenico delle Chiese (CEC), (noto anche con il nome Consiglio mondiale delle Chiese (CMC) dalla denominazione inglese World Council of Churches (WCC), è l'organo principale che si occupa del dialogo fra le differenti Chiese cristiane nel mondo. Si descrive come una «comunità fraterna di Chiese che confessano il Signore Gesù Cristo come Dio e Salvatore, secondo le Scritture, e si sforzano di rispondere insieme alla loro vocazione comune per la gloria di un solo Dio, Padre, Figlio e Spirito Santo» (Costituzioni del CEC, art. 1 – neretto redazionale). Il CEC è stato fondato nel 1948 e ha sede a Ginevra, in Svizzera.
Al momento conta 352 membri di tutte le principali tradizioni cristiane, in gran parte protestanti, anglicane e ortodosse. La Chiesa cattolica partecipa come "osservatrice", mentre è membro a pieno titolo della commissione "Fede e costituzione".
L'obiettivo del CEC è camminare verso l'unità visibile in una sola fede e in una sola comunità eucaristica, espressa nel culto e nella vita comune in Cristo. Il CEC non ha l'obiettivo (né pensa) di essere una "sovrachiesa", volendo mantenere al suo interno una dialettica aperta e conciliata, e decidendo ogni sua scelta con il metodo del consenso.

## Origine
Dopo il successo iniziale dell'ecumenismo a fine XIX secolo ed inizio del XX secolo, i leader di varie chiese cristiane protestanti, anglicane e ortodosse si trovano d'accordo nel 1937 nello stabilire un Consiglio mondiale di Chiese, basato su una fusione delle precedenti organizzazioni Fede e Costituzione (Faith and Order) e Vita e Azione (Life and Work), nate dopo la Conferenza missionaria di Edimburgo del 1910.
La formazione ufficiale è posposta a causa della seconda guerra mondiale fino al 23 agosto 1948. Delegati di 147 chiese si incontrano ad Amsterdam per concretare la fusione dei due movimenti, poi concretizzatasi nell'incontro di Lund del 1950. Ulteriori fusioni includono il Consiglio missionario internazionale nel 1961 ed il Consiglio mondiale di educazione cristiana (che aveva origine dal movimento della scuola domenicale) nel 1971.
Nel 1961 durante la Terza Assemblea (Nuova Delhi) viene assunta ufficialmente la visione trinitaria e questo consente l'ingresso nel CEC come membri a tutti gli effetti delle grandi chiese ortodosse dell'Europa orientale.
Durante la Guerra fredda, la linea del Consiglio sulla persecuzione dei Cristiani nel blocco sovietico venne compromessa dalla presenza di agenti del KGB nei vari comitati, fra cui il Comitato Centrale
Il 12 agosto 1948, alcune chiese nazionali, principalmente presbiteriane, di posizioni dottrinali fondamentaliste, in aperta opposizione alle chiese liberali fondatrici del Consiglio ecumenico delle chiese, fondarono sempre ad Amsterdam, presso la Chiesa Riformata Inglese, il Consiglio internazionale delle chiese cristiane.

## Elenco delle Assemblee generali del CEC
- Amsterdam (Paesi Bassi), 22 agosto - 4 settembre 1948;
- Evanston (Illinois, Stati Uniti), 15 - 31 agosto 1954 - Cristo speranza del mondo;
- Nuova Delhi (India), 19 novembre - 5 dicembre 1961 - Cristo, luce del mondo;
- Uppsala (Svezia), 4 - 20 luglio 1968 - Io faccio nuove tutte le cose;
- Nairobi (Kenya), 23 novembre - 10 dicembre 1975 - Gesù Cristo libera e unisce;
- Vancouver (Canada), 24 luglio - 10 agosto 1983 - Gesù Cristo, vita del mondo;
- Canberra (Australia), 7 - 21 febbraio 1991 - Vieni Spirito Santo, rinnova la creazione;
- Harare (Zimbabwe), 3 - 14 dicembre 1998 - Volgetevi a Dio, gioite nella speranza;
- Porto Alegre (Brasile), 14 - 23 febbraio 2006 - Dio, nella tua grazia, trasforma il mondo;
- Busan (Corea del Sud), 30 ottobre - 8 novembre 2013 - Dio della vita guidaci alla giustizia e alla pace;
- Karlsruhe (Germania), 31 agosto - 8 settembre 2022 - L'amore di Cristo muove il mondo alla riconciliazione e all'unità.

## Convocazioni Internazionali Ecumeniche per la Pace
Il CEC, nell'ambito del cammino di comunione e di reciproco impegno delle Chiese su "Pace - Giustizia - Salvaguardia del Creato" nato a metà anni 80, ha anche indetto due Convocazioni Internazionali Ecumeniche per la Pace:
- nel 1990 a Seul (Corea del Sud)
- nel 2011 a Kingston (Giamaica)

## Commissioni e organismi
Vi sono due approcci complementari all'ecumenismo: il dialogo e l'azione. I movimenti "Fede e Costituzione (Faith and Order)" e "Vita e Lavoro (Life and Work)" rappresentano questi due approcci, che a loro volta si riflettono nel lavoro del CEC mediante le sue commissioni:
- Commissione delle Chiese su "Diakonia (Servizio) e Sviluppo";
- Commissione su "Educazione e Formazione Ecumenica";
- Commissione su "Chiese e Relazioni Internazionali";
- Commissione su "Giustizia, Pace e Salvaguardia del Creato";
- Commissione su "Missione ed Evangelizzazione";
- Fede e Costituzione: Commissione Plenaria e Commissione Ordinaria;
- Gruppo di Consultazione Congiunto con i Pentecostali;
- Gruppo di Lavoro Congiunto tra CEC e Chiesa Cattolica Romana;
- Gruppo di Riferimento sul "Decennio per Vincere la Violenza";
- Gruppo di Riferimento sulle "Relazioni Interreligiose";
- Commissione Speciale sulla Partecipazione Ortodossa nel CEC.

### Commissione Fede e Costituzione
Tra le varie attività, la commissione ha prodotto due documenti teologici di accordo tra le chiese partecipanti, chiamati ‘Documenti di consenso’:
- nell'assemblea di Lima del 1982 il documento Battesimo, Eucaristia, Ministero (detto BEM)[6]
- nell'assemblea di Penang (Malaysia) del 2012 il documento La Chiesa: verso una visione comune.

### Commissione delle Chiese su"Diakonia(Servizio) e Sviluppo"
Il Consiglio agisce sia attraverso le chiese che lo costituiscono, sia attraverso altre organizzazioni religiose e sociali per coordinare azioni ecumeniche, evangeliche, e sociali. Programmi attuali includono la Decade per Superare la Violenza, una campagna internazionale per combattere l'AIDS/HIV in Africa, e l'iniziativa Giustizia, Pace, e Salvaguardia del Creato.

### Commissione su "Educazione e Formazione Ecumenica"
La Commissione Fede e Costituzione ha avuto successo nel lavorare verso un consenso sul Battesimo, sull'Eucaristia, sul ministero, sulla data della Pasqua, sulla natura e scopo della Chiesa (ecclesiologia) e sull'ermeneutica ecumenica.

### Commissione su "Giustizia, Pace e Salvaguardia del Creato"
Questa Commissione ha portato assieme svariati elementi in un contesto ambientalista. Il suo scopo è di analizzare e riflettere sulla giustizia, sulla pace, e sulla Creazione nelle loro interrelazioni, in modo da promuovere valori ed azioni che favoriscano una cultura di pace, e per promuovere una cultura di solidarietà verso i giovani, le donne, le popolazioni indigene e le minoranze oppresse.
I punti centrali sono la globalizzazione e la nascita di nuovi movimenti sociali.
I seguenti aspetti sono analizzati:
- economia[9]
- ambiente[10]
- popoli indigeni[11]
- pace[12]
- persone con disabilità[13]
- razzismo[14]
- donne[15]
- giovani[16]

## Relazioni con la Chiesa cattolica
La costituzione del CEC professa la Trinità e la fede nella natura umana e divina di Cristo:
(art. 1)
Secondo il Concilio Vaticano II, questa è la condizione basilare per la ricerca dell'unità dei cristiani. 
A causa di divergenze dottrinali sulle rispettive definizioni (per i cattolici, l'unica Chiesa di Cristo sussiste nella Chiesa cattolica, governata dal successore di Pietro e dai vescovi in comunione con lui, ancorché al di fuori del suo organismo si trovino parecchi elementi di santificazione e di verità, che, appartenendo propriamente per dono di Dio alla Chiesa di Cristo, spingono verso l'unità cattolica), la Chiesa cattolica ha sempre rifiutato di entrare a far parte formalmente del Consiglio ecumenico delle Chiese. Tuttavia la Chiesa cattolica si concepisce come parte del movimento ecumenico. Dal 1965 tra questa e il Consiglio ecumenico delle Chiese si è costituito un Gruppo di lavoro congiunto (Joint Working Group) che collabora attivamente alle attività del CEC. La Chiesa cattolica è divenuta membro a pieno titolo di una delle commissioni più importanti del Consiglio: la Commissione Fede e Costituzione di cui detiene il 10% del totale dei commissari e dei membri del Comitato Permanente. Più volte i sommi pontefici hanno sottolineato questa partecipazione recandosi in visita ufficiale al CEC a Ginevra (Paolo VI nel 1969, Giovanni Paolo II nel 1984, Francesco nel 2018).